# Andreas Kümmert
Andreas Kümmert (* 20. Juli 1986 in Lohr am Main) ist ein deutscher Blues-, Soul- und Rocksänger, Gitarrist und Songwriter aus Gemünden am Main in Unterfranken. Im Dezember 2013 gewann er die dritte Staffel der deutschen Gesangs-Castingshow The Voice of Germany.

## Biografie
Die musikalischen Wurzeln von Andreas Kümmert liegen im Blues und Rock ’n’ Roll der 1960er und 1970er Jahre. Diese Musik lernte er über die Plattensammlung seines Vaters kennen, der als Trompeter selbst musikalisch aktiv war. Mit neun Jahren lernte er Schlagzeug, mit 13 Jahren auch Gitarre. Als Schlagzeuger spielte er zunächst mit verschiedenen Schülerbands Punk- und Rockmusik. Dabei trat er später immer öfter als Sänger auf. Erste Erfolge erreichte er bei Nachwuchswettbewerben von 2003 bis 2007 mit Grunge-Musik. In seiner damaligen Band Silent Cry war Kümmert Sänger, Songwriter und Gitarrist, trennte sich dann aber von ihr, um als Solist weiterzumachen.
Ab 2007 trat er vor allem im Raum zwischen Würzburg und Frankfurt am Main auf, tourte aber auch durch Deutschland und im Ausland. Er brachte es dabei bis auf über 150 Auftritte pro Jahr. Bei den Veranstaltungen und über seine Homepage verkaufte er auch eigene Low-Budget-Aufnahmen. Seine erste professionelle CD veröffentlichte er 2010: Smilin’ in Circles war eine Eigenproduktion und enthielt sechs eigene Lieder und ein Instrumentalintro. Sein zweites Album The Mad Hatter’s Neighbour mit Eigenkompositionen erschien 2012 beim Label 7us music. The Mad Hatter’s Neighbour wurde 2015 mit einem IMPALA Double Silver Award für über 40.000 verkaufte Einheiten ausgezeichnet.

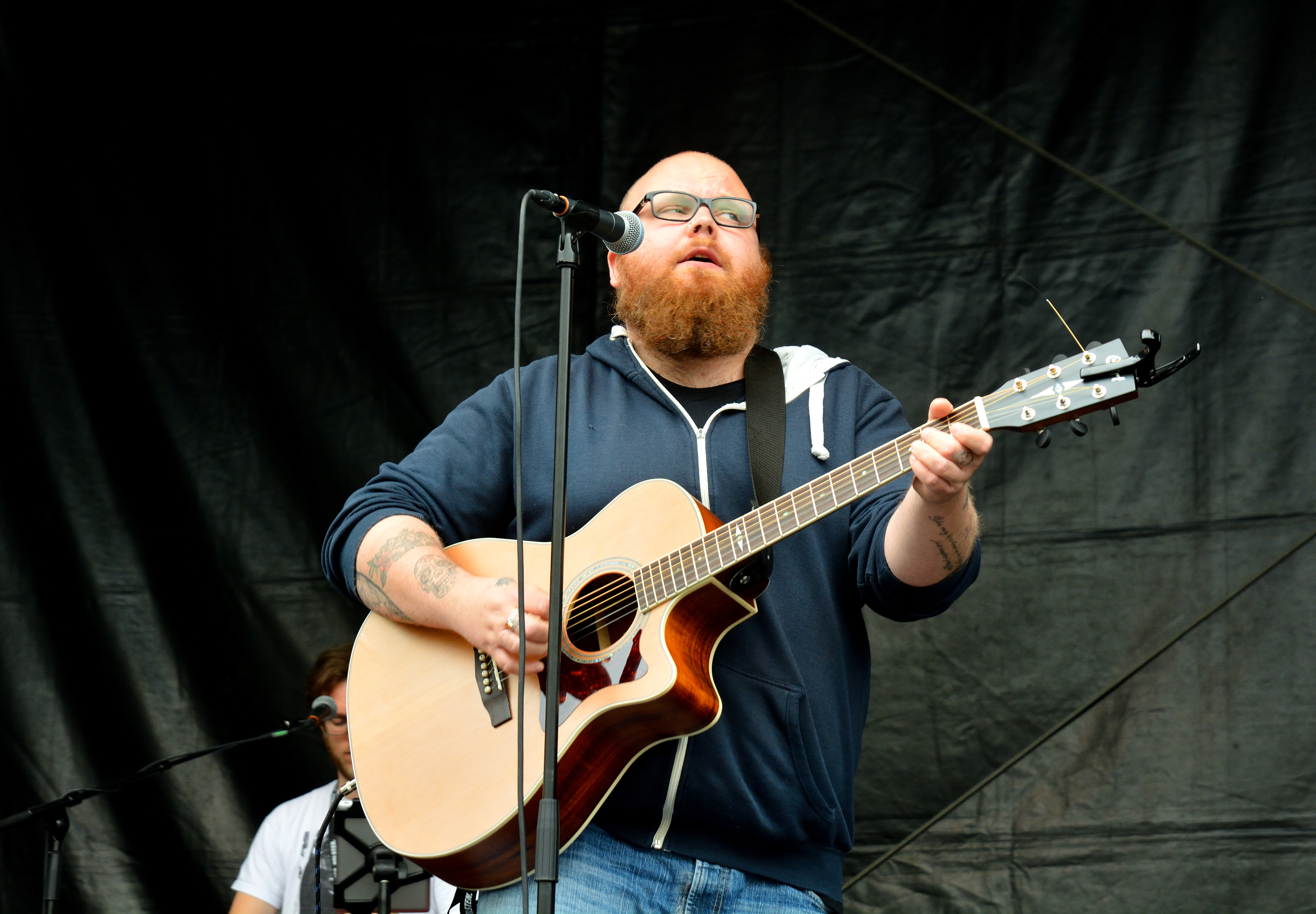
Andreas Kümmert beim Holsten Brauereifest 2016

Im Jahr 2013 nahm Kümmert an der dritten Staffel der Gesangs-Castingshow The Voice of Germany teil. Bei seinem ersten Auftritt in den „Blind Auditions“ fiel er mit seiner Interpretation von Rocket Man von Elton John auf und wurde früh zum Favoriten der Show. In der ersten Runde der Liveshows sang er If You Don’t Know Me by Now, im Original von Harold Melvin and the Blue Notes. Er erreichte das beste Abstimmungsergebnis und seine Interpretation des Liedes kam in die deutschen und in die österreichischen Musikcharts. Das nach Kümmerts Halbfinalsieg veröffentlichte Finallied, seine Eigenkomposition Simple Man, übernahm sofort Platz eins der iTunes-Charts und erreichte schließlich Platz drei der deutschen Singlecharts. Da die Verkaufszahlen in die Endwertung einberechnet wurden, ging Kümmert mit einem deutlichen Vorsprung in das Showfinale am 20. Dezember 2013. In diesem setzte er sich auch in der Zuschauerabstimmung klar gegen die anderen drei Kandidaten durch und gewann damit diese Staffel von The Voice of Germany.
Anfang 2014 begann Andreas Kümmert eine Tour durch Deutschland. Am 7. Februar 2014 wurde zudem sein letztes Album The Mad Hatter’s Neighbour wiederveröffentlicht. Am 4. April 2014 erschien sein Album Here I Am, das von Max Herre, seinem Coach bei The Voice of Germany, sowie Justin Stanley produziert wurde. Es stieg auf Platz 3 der deutschen Charts ein. Here I Am erreichte 2016 Goldstatus für mehr als 100.000 Verkäufe.
Am 5. März 2015 nahm er mit den Liedern Home Is in My Hands und Heart of Stone an der Show Unser Song für Österreich teil, dem deutschen Vorentscheid zum Eurovision Song Contest 2015. Mit Heart of Stone erreichte er die Endabstimmung, in der 78,7 Prozent der Zuschauer für ihn votierten. Er überließ den Sieg jedoch der Zweitplatzierten Ann Sophie mit den Worten, dass er sich nicht in der Verfassung fühle, die Wahl anzunehmen. Später gab er an, Panikattacken gehabt zu haben und aufgrund einer Angststörung in therapeutischer Behandlung zu sein. Beim Echo 2015 wurde er in der Kategorie Newcomer National nominiert.
Kümmert tritt regelmäßig mit seiner Band The Ron Lemons auf.
Am 23. September 2016 veröffentlichte er das Album Recovery Case.
Im März 2020 erschien das 8. Studioalbum Harlekin Dreams, welches Kümmert nach dem Ende der Zusammenarbeit mit Universal unter seinem neuen, eigenen Plattenlabel Vomit Records veröffentlichte.

## Ehrenamtliches Engagement
Kümmert setzt sich als GoVolunteer-Botschafter für Vielfalt und Toleranz in Deutschland ein.

## Diskografie

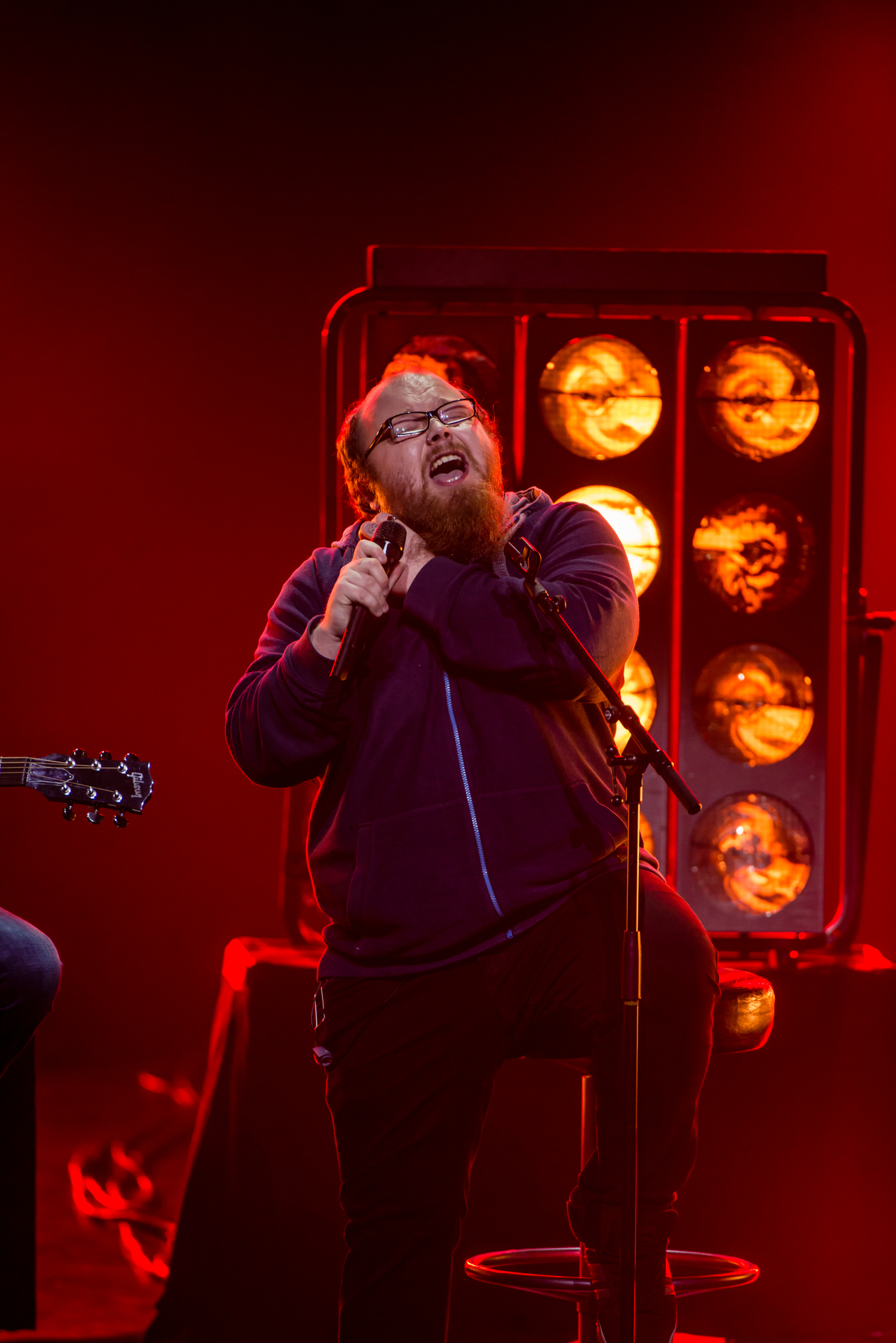
Andreas Kümmert bei Unser Song für Österreich, 2015

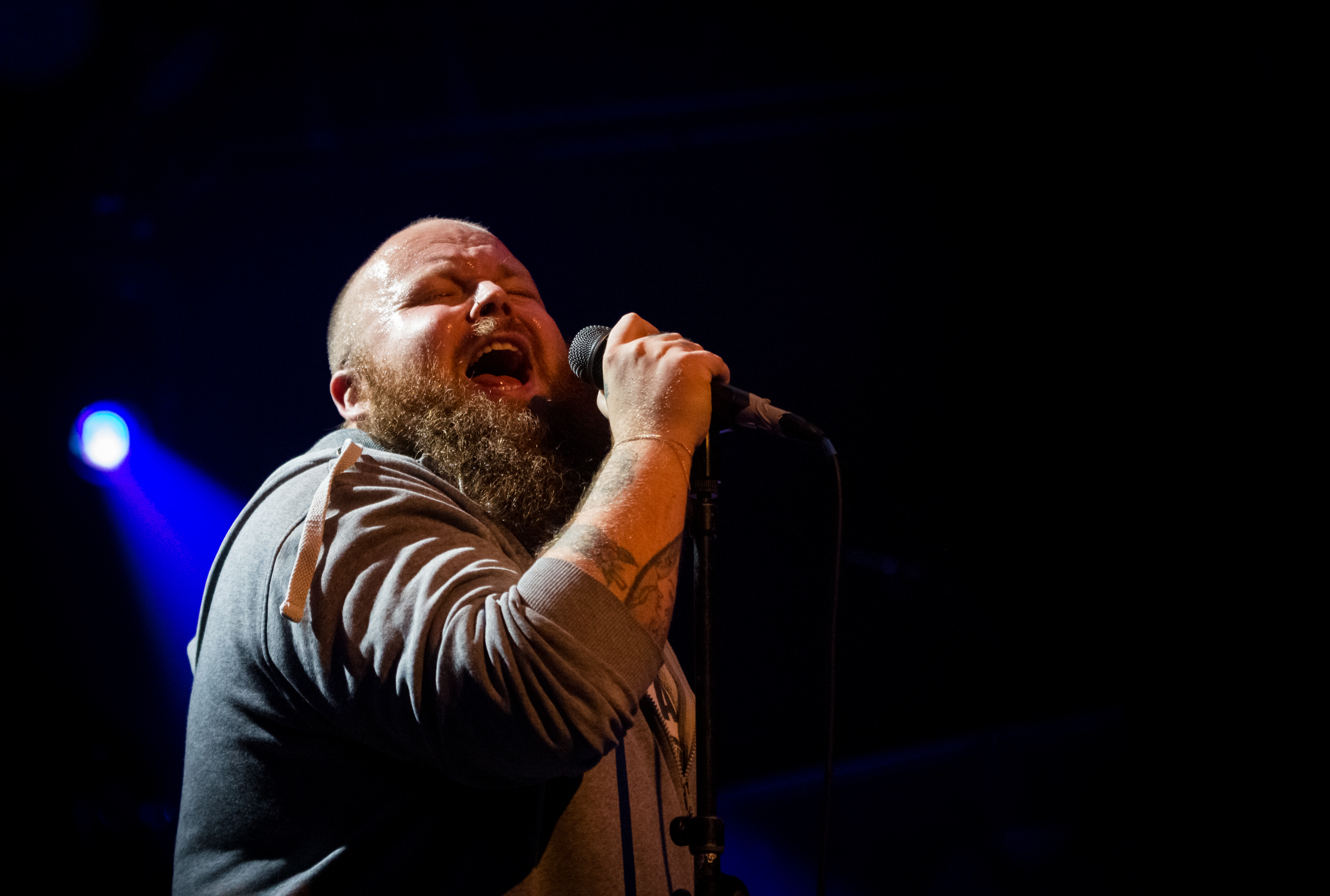
Andreas Kümmert live bei den Leverkusener Jazztagen 2016

### Alben
- Blood / Sweat for Reality (2007, low budget)
- Colliding Shadows and Holes in the Sky (2008, low budget)
- The Jack Rivers Story (2009, low budget)
- Smilin’ in Circles (EP, 2010)
- The Mad Hatter’s Neighbour (2012, wiederveröffentlicht 2014)
- Here I Am (2014)
- Recovery Case (2016)
- Lost and Found (2018)
- Harlekin Dreams (2020)
- Working Class Hero (2023)

Alben mit Q.Age
- Stop the Clocks (2013)

### Lieder
Songs aus den The-Voice-of-Germany-Sendungen vom 17. Oktober bis 13. Dezember 2013
- Rocket Man (Elton John)
- To Love Somebody (Bee Gees – Battle mit Janine Hecht)
- A Whiter Shade of Pale (Procol Harum)
- If You Don’t Know Me by Now (Harold Melvin and the Blue Notes)
- With a Little Help from My Friends (The Beatles)
- Simple Man (eigener Song)

Songs nach The Voice of Germany
- 2014: Just Like You
- 2015: Heart of Stone
- 2015: Home Is in My Hands
- 2018: Keep My Heart Beating